# Тиєт
| V39 |

| V39 |

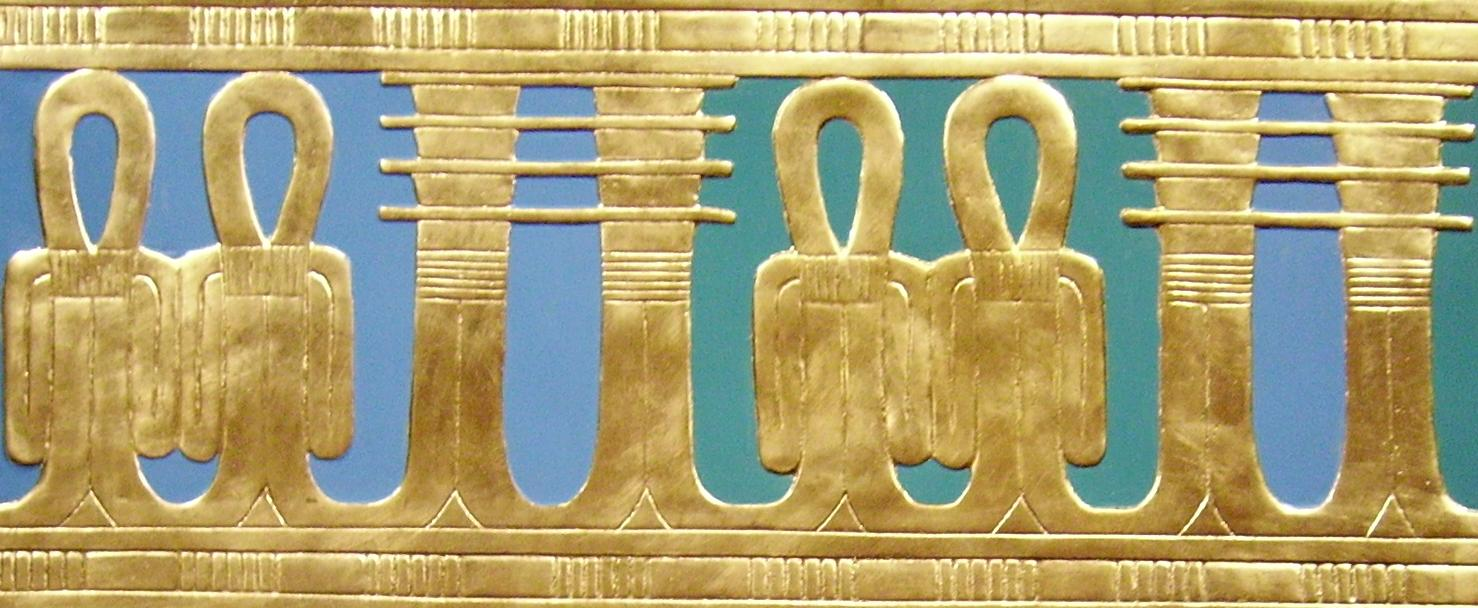
Джеди і тиєти на зовнішній стороні саркофагу із гробниці Тутанхамона

Тиєт — давньоєгипетський символ богині Ісіди, дружини Осіріса. Іноді ще носить назву Вузол Ісіди або Пояс Ісіди. Його ієрогліфічне зображення позначається як V39 у списку знаків Гардінера. Тиєт є дуже схожим на анкх, але за виключенням горизонтальних перекладин, які опущені вниз. Його значення також нагадує анкх в перекладі як «благополуччя» або «життя».
Тиєт також нагадує вузол тканини і, можливо, спочатку був пов'язкою, яка використовувалась для поглинання крові при менструації.
Як і багато інших єгипетських амулетів тиєт був тісно пов'язаний не тільки зі світом живих, а й зі світом мертвих. Вузол Ісіди часто зустрічається в гробницях в різних видах, в тому числі на похоронних фресках. Іноді вузлом Ісіди зав'язана тканина на шиї мумій. Точніше, вузол Ісіди — головний з безлічі інших магічних вузлів, якими перев'язували мумію, щоб допомогти померлій людині дістатися до мети своєї кінцевої подорожі. Такий самий вузол зустрічається на зображеннях одягу богів, жриць і в звичайному повсякденному одязі.
Вперше символ Тиєт була знайдено в гробниці Першої династії в Хелуані, які були розкопані Закі Саадом у 1940-х роках. Ця знахідка передує першим письмовим згадкам про Ісіду і, можливо, не була пов’язана з нею в той час. У більш пізні часи символ було пов’язано з богинею та з цілющими силами, які були важливою стороною її характеру. 
Амулети Тиєт стали ховати разом із померлими в ранньому Новому царстві (Стародавній Єгипет) (приблизно 1550–1070 рр. до н. е.). Найдавніші приклади датуються правлінням Аменхотепа III, і відтоді до кінця династичної єгипетської історії мало людей було поховано без таких амулетів, які розміщалися в мумійних обгортаннях, як правило, в області верхнього торсу. Похоронні тексти Стародавнього Єгипту включали багато уривків, що описують використання різних видів оберегів, і включають заклинання, які слід читати над ними. У розділ 156 Книги мертвих, похоронного тексту Нового царства, закликається розмістити на шиї мумії амулет Тиєт із червоної яшми, кажучи, що "сила Ісіди буде захистом тіла [мумії]" і що амулет "віджене того, хто вчинив би злочин проти нього". Такі амулети часто виготовлялися з червоної яшми або матеріалів подібного кольору, таких як сердолік або червоне скло. Однак багато інших були виготовлені із зелених матеріалів, таких як єгипетський фаянс, колір якого являв собою оновлення життя.